# József Hollósy
József Hollósy (n. 8 martie 1860, Sighetu Marmației, comitatul Maramureș, Imperiul Austriac – d. 24 ianuarie 1900, Sighetu Marmației, comitatul Maramureș, Austro-Ungaria) a fost un filozof budist de origine moldavo-armeană, primul reprezentant al budismului din Ungaria. A fost fratele mai mic al pictorului Simon Hollósy.

## Biografie
József Hollósy s-a născut în 1860 ca al treilea fiu al bogatei familii Hollósy, de origine armeană, István și Simon. A absolvit gimnaziul din Sighetu Marmației. Apoi a călcat pe urmele fratelui său Simon și și-a ales cariera artelor plastice. Primul său profesor de artă a fost Ferenc Greismüller. A studiat la Școala de Design din Budapesta în perioada 1876 - 1877, iar din 1880 la Academia de Arte Frumoase din München la clasa profesorului Alois Gabl (1845–1893). În 1881 a primit o bursă acordată de  guvernul maghiar, iar academia i-a acordat o medalie de bronz. A pictat în principal capete de expresie, nuduri, naturi moarte și scene de gen, dar majoritatea lucrărilor sale au fost distruse. Una dintre lucrările sale – pe care a pictat-o împreună cu fratele său Simon – a fost achiziționată de Galeria Națională Maghiară.
Probabil că a făcut cunoștință cu filozofia budistă la München, unde deja exista o comunitate budistă semnificativă la acea vreme. Din cauza bolii de care a suferit, s-a întors în Ungaria în 1884.
În 1893, prima sa lucrare, Budista Kate, a fost publicată în Sighetu Marmației, cu titlul complet: Budista Kate, ca introducere în învățăturile lui Gotham Buddha. Subhadra Bhiksu l-a compilat și adnotat pentru uzul europenilor după scrierile sacre ale budiștilor din sud. Datorită interesului pe care l-a stârnit, a fost reeditat în 1901 după moartea sa. Versiunea originală a acestei lucrări a fost compilată de Henry Steel Olcott în 1887 ca manual pentru copiii birmanezi. În ceea ce privește structura sa, a fost scrisă sub forma unei întrebări-răspuns după modelul catehismelor creștine. Urmând prefața lui Hollósy, lucrarea tratează viața lui Buddha, Doctrina și Frăția Celui Remarcabil, discută, adesea paralel cu Buddha, cu Hristos.
A doua lucrare a lui József Hollósy a fost cartea Buddha Legends, care a fost publicată tot în 1896. Această lucrare este o traducere în limba maghiară a cărții Zwei Buddhistische Suttas a lui Karl Eugen Neumann, care conține trei sutre: Sutra fructelor ascezei, Marea Sutră a suferinței, Povestea femeii rea și bune. Deși Hollósy a plănuit să facă și o traducere completă a Dhammapadei, acest lucru nu a putut fi realizat din cauza morții sale timpurii.

## In memoriam
Budiștii din Ungaria îl comemorează pe József Hollósy ca primul reprezentant al budismului din Ungaria. Apariția budismului în Ungaria datează de la apariția Budistei Kate tradusă și publicată de el în 1893. Hollósy este uneori considerat al doilea bodhisattva maghiar după Sándor Kőrösi Csoma.